# Aliénation mentale
Pour les articles homonymes, voir Aliénation.
Ne doit pas être confondu avec Aliénation sociale.
L'aliénation mentale (habituellement et simplement décrit aliénation) est un terme désignant un trouble mental instable (en psychiatrie  et psychopathologie) dans lequel un individu se retrouve psychiquement et psychologiquement séparé du monde extérieur (quelque temps connu comme psychose). Le terme a été utilisé pour la première fois dans le sens médical et psychiatrique par Philippe Pinel dans un texte de 1801, son Traité médico-philosophique sur l'aliénation mentale.

## Historique
(mai 2024).
En Europe, les fous (déments et « insensés ») étaient autrefois plus ou moins pris en charge par la communauté ou par des congrégations et institutions religieuses, parfois enfermés pour préserver l'ordre public. À partir du 17e siècle, ils sont de plus en plus incarcérés dans des prisons ou maisons d'enfermement ; avec tous les autres inutiles sociaux note Michel Foucault ; c'est-à-dire avec les personnes atteintes de démence sénile, certains alcooliques, les criminels, des mendiants, des vagabonds, des prostituées, etc.
Le concept d'« aliénation mentale » est apparu en Europe au tournant du 19e siècle, chez des médecins influencés par l'époque des Lumières (ainsi, en 1856, le médecin François Lélut décrit Socrate comme étant un philosophe ayant souffert d'aliénation mentale (voir également Eudémonisme  ou l'impératif morale de Le signe divin de Socrates).
En France, à partir du 19e siècle, l'internement se fait via un « placement volontaire » (par un proche, avec un certificat médical) ou un « placement d'office » si l'aliéné est jugé dangereux pour lui-même ou pour autrui. Jusqu'alors, il était plutôt question de folie avec l'extension du terme que Pinel dénonce. Le champ de la folie est alors médicalisé, en y incluant d'emblée des visées thérapeutiques, et en sortant les causes de la folie du champ des démonologies et autres visions religieuses morales. L'État ordonne aux départements de prendre en charge les aliénés, dont en finançant au moins un asile d'aliénés par département (Loi du 30 juin 1838, qui ne définit pas l'aliénation) alors que des médecins « inventent » le concept de maladie mentale et donc de médecine mentale (Philippe Pinel par exemple). Une nouvelle doctrine médicale est théorisée par le médecin aliéniste Étienne Esquirol : l'enfermement devient un « isolement thérapeutique » visant à isoler les aliénés de leur contexte habituel, supposé avoir causé ou entretenu leur trouble mental. Pour Marie Derrien (historienne), « l'idée fondatrice de l'asile d'aliénés moderne est d'être une forme de machine à guérir et que l'asile en lui-même, par son organisation et le mode de vie (donné aux) malades, produise des effets bénéfiques sur (leur) esprit dérangé ». Le système asilaire est en quelque sorte victime de son succès : le nombre d'internements ne cesse de croître aboutissant à une surpopulation de nombreux asiles, qui mettent au travail une partie des aliénés pour notamment produire une partie de leur alimentation.

Deux cas particuliers sont à signaler : il s'agit de deux « Colonies familiales d'aliénés » où les malades étaient des "pensionnaires", à Dun-sur-Auron puis à Ainay-le-Château, deux villages distants de 20 km environ, dans les départements du Cher et de l'Allier. Ces colonies ont été créées à la fin du 19e siècle sur le modèle des familles d'accueil, par le médecin aliéniste Auguste Marie pour désencombrer les asiles du Département de la Seine, et alléger le budget de cette administration. Les archives montrent que parfois, c'étaient là les pensionnaires qui soignaient leurs « nourricières ».
Depuis les années 1960, l'aliénation est considérée comme un état de perturbation mentale apparue durant le développement chez l'enfant ou plus tard ; avec des catégories comme le  trouble de la personnalité schizoïde et la schizophrénie.
Le mot « aliénation », qui avait un sens juridique, a pris alors un sens médical, chargé par Pinel de décrire un état de maladie « aliénant » (dans le sens de quelqu'un qui serait déchu de sa liberté par son état mental) et surtout guérissable. Le mot aliénation sera ensuite abandonné pour celui de maladie mentale, et aussi repris en philosophie, puis dans la sociologie marxiste. Le sort de ce terme est paradoxal puisqu'il est devenu à son tour péjoratif. Le terme d'« aliénisme » a été peu utilisé jusqu'au XXe siècle, où il a été définitivement remplacé par celui de psychiatrie. Le terme psychiatre remplace celui de médecin aliéniste, qui a lui-même remplacé celui de médecins des fous.